# Capo Alava

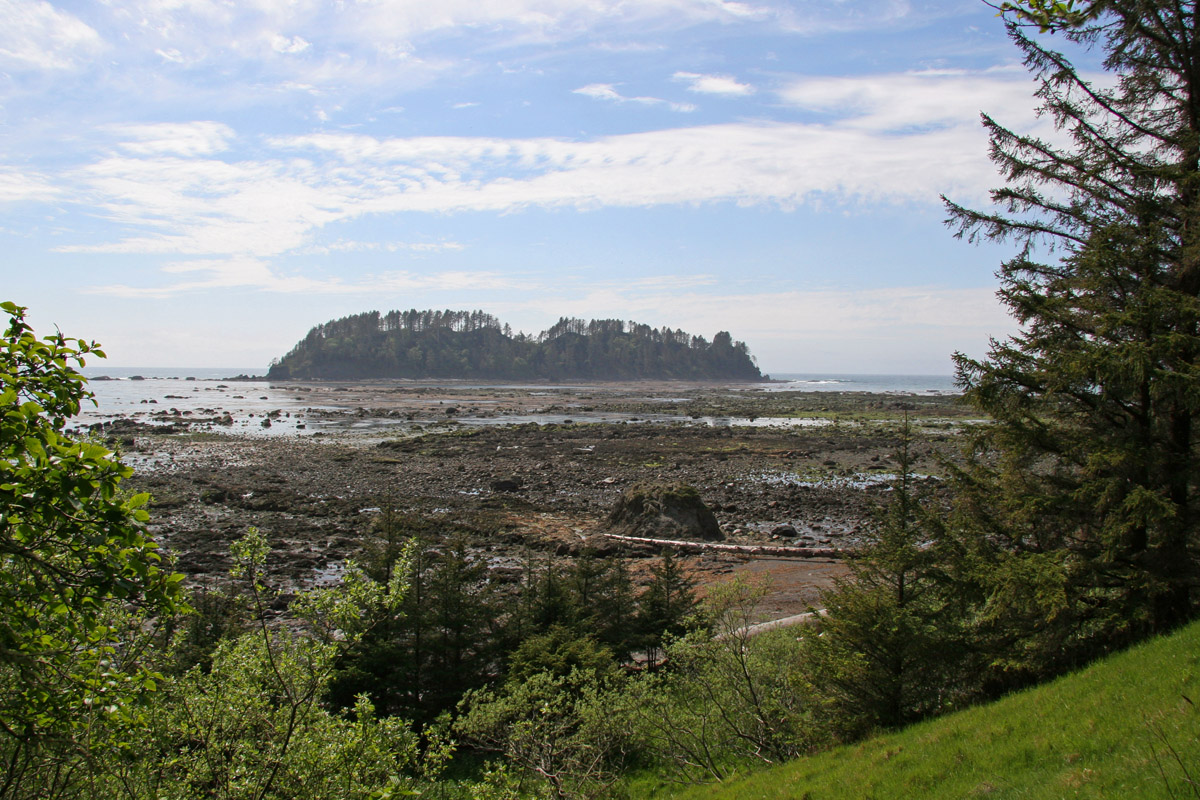
Capo Alava e l'isola di Ozette

Capo Alava, nella contea di Clallam, Washington, è il punto più occidentale dei 48 Stati contigui degli Stati Uniti d'America, con una longitudine di 124° 44′ 11.8″ W (durante la bassa marea e lungo la zona occidentale dell'isola Tskawahyah).

## Storia
Situato nel parco nazionale Olimpico e nella riserva indiana di Ozette, il capo ricevette questo nome dallo spagnolo Don José Manuel de Álava (nato a Vitoria, 1º gennaio, 1743) per il suo ruolo di commissario durante la risoluzione della convenzione di Nootka nel 1794.